# Cercospora rautensis
Cercospora rautensis är en svampart som beskrevs av C. Massal. 1909. Cercospora rautensis ingår i släktet Cercospora och familjen Mycosphaerellaceae.   Inga underarter finns listade i Catalogue of Life.